# Margareta Bergström-Kärde
Margareta Hichens Bergström-Kärde, född Bergström, född 12 juni 1919 i Oscars församling i Stockholm, död 9 maj 2006 i samma församling, var en svensk operasångare (mezzosopran).

## Biografi
Bergström-Kärde ville bli konsertpianist, men uppmuntrades vid inträdesprovet till Musikaliska Akademin att söka till sångutbildning hos operasångaren och regissören Sven d'Ailly och sångpedagogen Carin von Rosen. Åren 1941–1943 fortsatte hon på Operaskolan, med undervisning av bl a Dramatenskådespelarna Gerda Lundequist och Åke Claesson.
Debuten på Operan skedde den 5 december 1943 som Amneris i Aida. Snart därefter fick hon göra en serie skivinspelningar med orkestersånger för Radiotjänst.
Hon var stipendiat vid Kungliga Teatern 1944–1947 och solist där 1947–1974, i operor av bl a Wagner och Verdi, med gästspel i bl a Wien, Berlin och Edinburgh. Efter pensioneringen 1974 undervisade hon i scenframställning, vid bl a Östermalms lilla operaskola, där hon var konstnärlig ledare från 1981.

### Familj
Bergström-Kärde var dotter till kammarrådet Richard Bergström och Jenny Glimstedt samt syster till diplomaten och juristen Dick Hichens-Bergström. Hennes farfar var folkloristen Richard Bergström och morfar justitierådet Peter Olof Glimstedt. Per Glimstedt var hennes morbror.
Hon var gift från 1947 med rektor Sven Kärde (1909–1988). Paret fick sonen Bengt Kärde (född 1948). Bergström-Kärde gravsattes den 27 december 2006 på Norra begravningsplatsen i Solna kommun.